# Crambus monochromellus
Crambus monochromellus là một loài bướm đêm trong họ Crambidae.